# Glenn Tamplin
Glenn David Tamplin (nacido en enero de 1972[cita requerida]) es un empresario, inversor inglés y el ex propietario de  Romford Football Club. Tamplin se hizo conocido por su tiempo en Billericay Town, del cual fue copropietario, director y gerente. También es el principal propietario de AGP Steel.
En 2017, ocupó el segundo lugar en la lista Essex Power 100, siendo nombrado la segunda persona más poderosa de Essex.

## Primeros años y vida personal
Tamplin nació y se crio en Dagenham por su madre y su padrastro. Se reencontró brevemente con su padre biológico a la edad de trece años, cuando sus padres decidieron reavivar su relación. Esto solo duró dos semanas y Tamplin distanció de su padre desde entonces. Tenía una hermana menor que murió a la edad de tres años (Tamplin afirma que murió de síndrome de muerte súbita infantil, pero debido a su edad, es probable que haya sido una muerte súbita inexplicable en la infancia). 
Tamplin se convirtió en un gran seguidor del fútbol cuando era niño y, a la edad de once años, jugaba fútbol de distrito y condado, así como para las academias de West Ham United y Leyton Orient. A la edad de catorce años, se unió a Orient, pero fue liberado seis meses después. Después de esto, continuó jugando fútbol de distrito y condado, pero renunció a sus sueños de jugar profesionalmente. Jugó semiprofesionalmente para Barkingside, mientras trabajaba para Rainham Steel. Más tarde jugó para Barking.
Tamplin tiene tres hijos con su esposa Bliss, con quien se casó en 2015. Tiene otros tres hijos de una relación anterior. Tamplin es un cristiano renacido.
En julio de 2018, Tamplin habló sobre cómo el muay thai lo ayudó a recuperarse de adicciones no especificadas.

## Participación en el fútbol

### Billericay Town
En noviembre de 2016, un consorcio liderado por Tamplin había retirado su oferta para hacerse cargo de Dagenham & Redbridge, después de que la junta directiva retirara su apoyo a la oferta. En diciembre de 2016, Tamplin compró el equipo de fútbol Billericay Town fuera de la liga; la adquisición inicial que fue ampliamente informada fue seguida por los fichajes de los ex profesionales estrella Paul Konchesky, Jamie O'Hara y Jermaine Pennant. Tamplin invirtió más de £ 2,000,000 en el club para mejoras y un nuevo campo. Tamplin mostró los murales únicos y los cambios de los vestuarios a Sky Sports, junto con los rituales de los partidos. En la temporada 2017-18, Tamplin asumió el puesto de entrenador en el club y los guio a la primera ronda de la Copa FA. 
El 24 de febrero de 2018, Tamplin se despidió como entrenador del club, luego de tres derrotas consecutivas en liga ante Leiston, Folkestone Invicta y Wealdstone, y un desacuerdo con sus jugadores después de pedirles que renunciaran al salario de una semana después de la mala racha. Sin embargo, se volvió a contratar solo dos días después. El 4 de abril, por segunda vez en dos meses, Tamplin anunció a través de una entrevista en YouTube, titulada "Entendiéndome - Glenn Tamplin", que volvería a renunciar a su puesto de gerente. El 2 de septiembre, Tamplin emitió una declaración a través del sitio web oficial de Billericay Town que el club estaba ahora a la venta, citando dos incidentes en los que fue denunciado a la policía por presunto uso indebido de drogas (que, según él, eran infundados) y habían llevado al interrogatorio policial, él sobre las denuncias frente a miembros de su familia. Tamplin afirmó que podía "soportar el abuso personal, pero ahora ha comenzado a afectar mi salud y mi familia. Para mí, ahora ha cruzado la línea".
El 18 de septiembre de 2019, Billericay Town anunció que Tamplin había renunciado como propietario y director del club.

### Romford
En noviembre de 2019, Tamplin compró Romford, inmediatamente despidió al gerente Paul Martin y se nombró a sí mismo en su lugar.
En 2021 vendió el Romford. Solo estuvo 16 meses cómo dueño.  

## Filantropía
En abril de 2017, Tamplin donó 45.000 libras a la familia de Harry Parker, un niño de 7 años con parálisis cerebral.
En octubre de 2017, se informó que Tamplin había dado trabajo a dos hombres sin hogar después de verlos en su viaje regular al trabajo. Más tarde ese mes, sin embargo, uno de los nuevos empleados robó de los terrenos del club, y Tamplin publicó imágenes de CCTV del incidente en su cuenta de Twitter.

## Controversias

### Convicciones
En septiembre de 2016, Tamplin fue multado con un total de 45.000  libras y se le ordenó pagar 30.789 libras en costos judiciales después de que Manns Waste Management Limited arrojara ilegalmente más de 6,000 toneladas de desechos controlados en los terrenos de su casa. El tribunal determinó que Tamplin actuó "negligentemente en alto grado" al cometer los delitos y que los desechos domésticos y comerciales enterrados podrían haber interferido con las defensas contra inundaciones cercanas en el río Roding.
En diciembre de 2017, a Tamplin se le prohibió conducir durante seis meses después de haber sido sorprendido conduciendo con exceso de velocidad en múltiples ocasiones.

### Amenazas
En febrero de 2018, Tamplin estaba bajo investigación policial después de que supuestamente "amenazara mediante un gángster" al futbolista de Billericay Town, Elliot Kebbie.